# یوگورسک
شهر یوگورسک (به روسی: Югорск) در کشور روسیه و در اوکروگ خانتی-مانسی اوتونوموس واقع شده‌است.